# Rhizoplagiodontia lemkei
Rhizoplagiodontia lemkei era una especie de roedor de la familia Capromyidae.

## Distribución geográfica
Era endémica de Haití.

## Hábitat
Su hábitat natural fue: zonas subtropicales o tropicales húmedas de tierras de baja altitud, bosques.